# 慰問
| ウィキペディアには「慰問」という見出しの百科事典記事はありません（タイトルに「慰問」を含むページの一覧/「慰問」で始まるページの一覧）。 代わりにウィクショナリーのページ「慰問」が役に立つかもしれません。 |